# Podolí (Vojkov)
Podolí je malá vesnice, část obce Vojkov v okrese Benešov. Nachází se 0,5 km na jih od Vojkova. V roce 2009 zde bylo evidováno 20 adres. Vesnicí protéká potok Mastník. Podolí leží v katastrálním území Vojkov u Votic o výměře 3,38 km².

## Historie
První písemná zmínka o vesnici pochází z roku 1551.

## Další fotografie

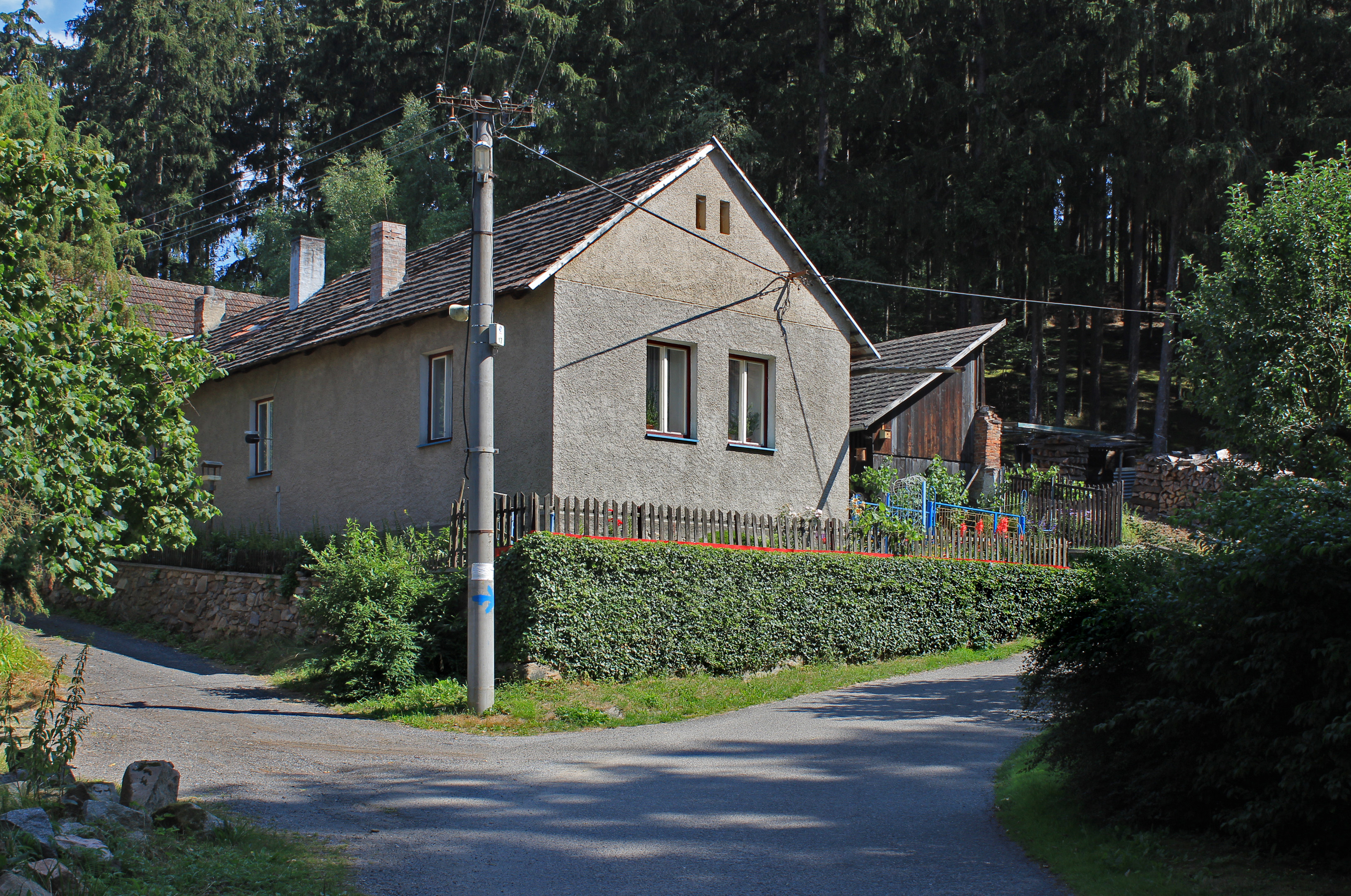
Dům čp. 13
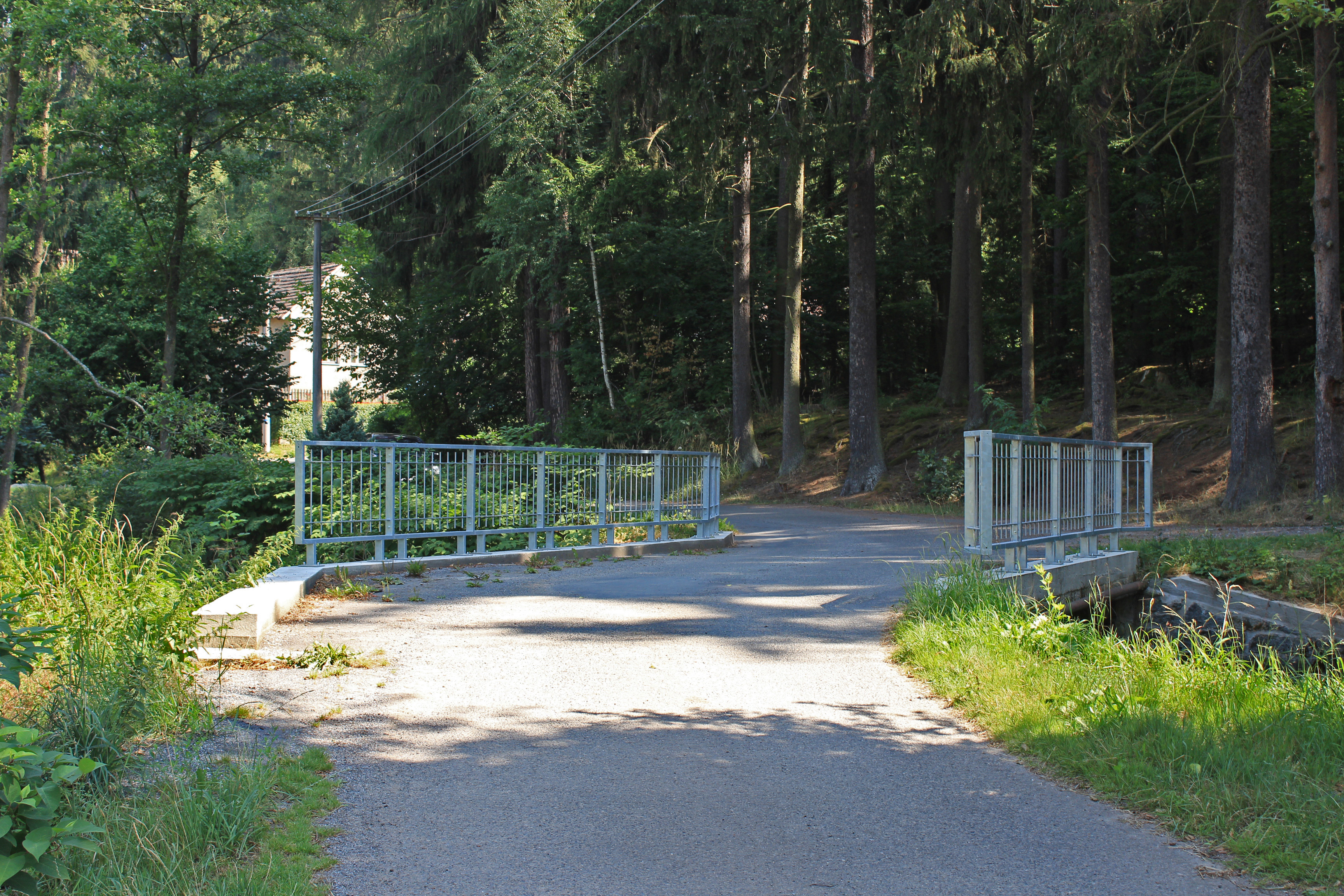
Most přes Mastník